# PannErgy
PannErgy (PannErgy Nyrt)  ist eine ungarische Holding mit Sitz in Budapest, deren Hauptzweck die Erzeugung von Energie aus Erdwärme ist.
Zudem ist das Unternehmen noch im Bereich Vermögensverwaltung und Verpackungsindustrie tätig. Der Konzern besitzt neben Tochtergesellschaften in Ungarn Beteiligungen in Rumänien, der Ukraine und Serbien.
PannErgy  betreibt 4 Projekte auf dem Gebiet der Geothermie: in Szentlőrinc, Berekfürdő, Miskolc und Győr.

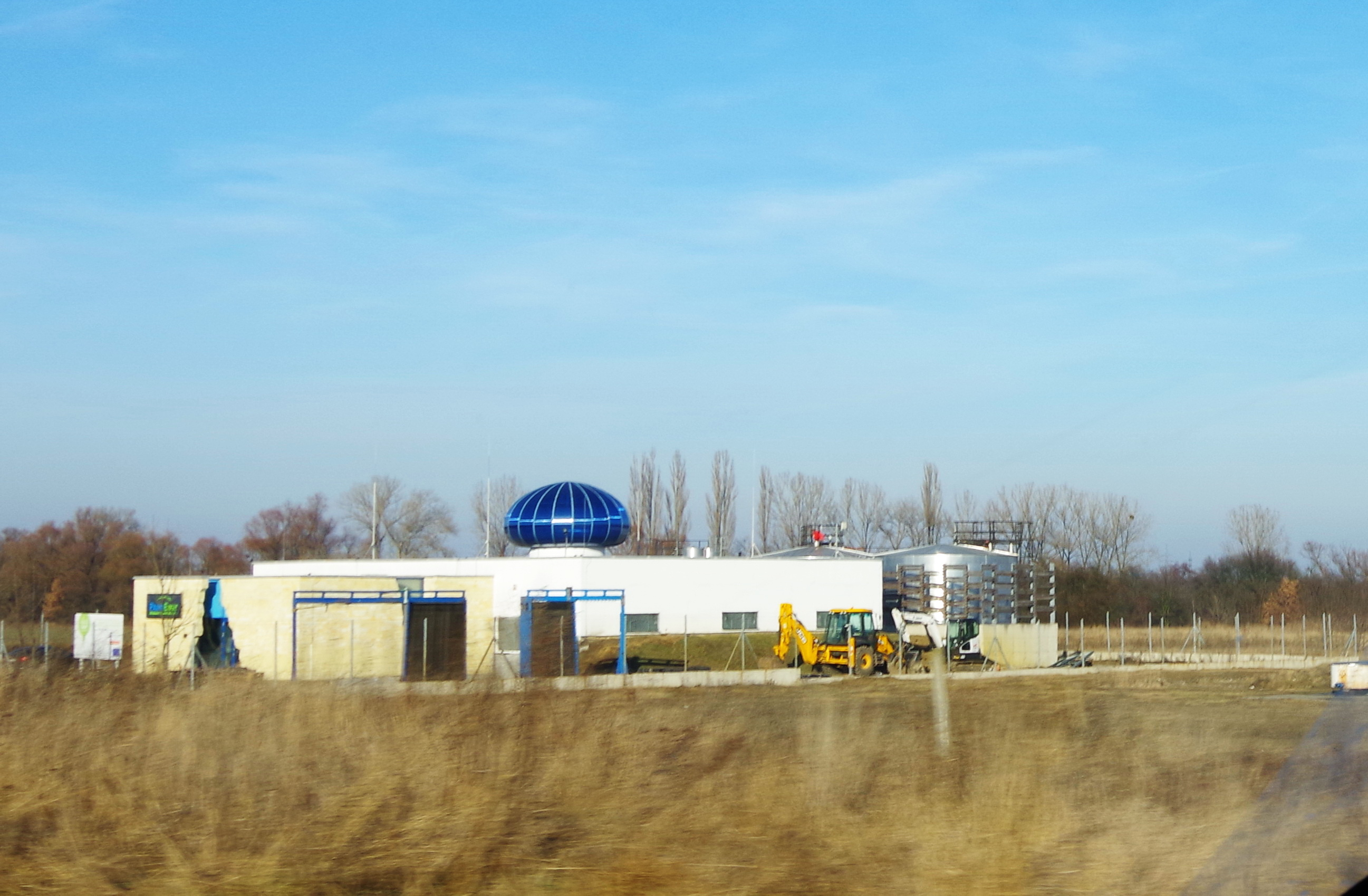
PannErgy Reinjektionsbohrung in Kistokaj

Die Aktie von PannErgy ist im ungarischen Aktienindex BUX enthalten.

## Aktionärsstruktur
| Aktionär                               | Anteil am Grundkapital |
| -------------------------------------- | ---------------------- |
| Benji Invest Kft.                      | 15,08 %                |
| MVM Magyar Villamos Művek Zrt.         | 07,96 %                |
| PannErgy Nyrt.                         | 20,01 %                |
| Rencsár Kálmán (közvetlen + közvetett) | 05,47 %                |
| Streubesitz                            | 51,49 %                |

## Geschichte
Im Jahre 1922 ward Pannonplast, die Rechtsvorgängerin des Unternehmens, gegründet. Am 13. Juni 1994 wurden die Aktien des Unternehmens an der Budapester Börse  notiert. Im November 2007 änderte das Unternehmen seinen Namen in PannErgy NyRt und wendete sich einem Bereich zu, der in Ungarn wenig erforscht ist: die Nutzung und Gewinnung von Geothermie. Am 30. September 2010 ward die Firma Berekfürdő Energia Termelő és Szolgáltaó erworben. PannErgy erweiterte damit sein Portfolio an alternativen Energien um ein Kraftwerk, das mit Methangehalt aus Thermalwasser betrieben wird.   Im Januar 2011 begann das Geothermieprojekt Szentlőrinc mit der Bereitstellung von Geothermie und ersetzte den ergasbasierte Fernwärmeversorgung in der gleichnamigen Stadt. Im Mai 2013 ward das Geothermieprojekt Miskolc in Betrieb genommen. 2015 ward das Geothermie Projekt Győr durchgeführt. Am 6. Februar 2017 erwarb PannErgy durch einen Konzessionsvertrag mit dem ungarischen Staat Forschungsrechte für Geothermie im Raum Győr. Am 17. Februar 2017 wurde PannErgy Konzessziős Kft. gegründet.